# Karang Malang (Kasreman)
Karang Malang is een bestuurslaag in het regentschap Ngawi van de provincie Oost-Java, Indonesië. Karang Malang telt 2086 inwoners (volkstelling 2010).